# Acide perfluorooctanoïque
L’acide perfluorooctanoïque (APFO ou PFOA en anglais), aussi connu sous les noms de C8 et de perfluorooctanoate, est un acide carboxylique perfluoré et un tensioactif fluoré synthétique (il n'est pas produit dans la nature), très stable et donc extrêmement persistant (quasi indéfiniment) dans l'environnement où on le trouve presque partout (pollution diffuse), jusque dans l'Arctique.
En raison du cumul de sa toxicité et de sa persistance, il est classé en Europe dans le cadre du règlement REACH comme « substance extrêmement préoccupante » et donc soumise à autorisation, et qui devrait dans la mesure du possible être remplacé par des molécules alternatives. Le Gouvernement norvégien le fait figurer parmi les substances dangereuses prioritaires (la liste prioritaire) : « Il est impossible d'établir un niveau acceptable pour les substances ayant un tel impact sur l'environnement, et les émissions provenant de ces substances et l'exposition à celles-ci doivent être limitées autant que possible ».
En juin 2017, la Commission européenne a conclu une procédure de restriction à l'encontre de l'APFO et des substances apparentées. Selon ce texte, l'APFO ne pourra plus être fabriqué et commercialisé à partir du 4 juillet 2020. Dans les mélanges, la limite supérieure pour l'APFO est de 25 ppb et pour les substances apparentées de l'APFO est de 1000 ppb. Il existe quelques exemptions.
L'APFO et ces substances apparentées ont été désignés pour être inclus dans Convention de Stockholm sur les polluants organiques persistants en 2015 et ont été inclus dans l'annexe A (élimination) en mai 2019. En effet, plusieurs centaines de sels et de substances apparentées de l'APFO tombent sous le coup de cette restriction,.
Le film Dark Waters retrace l'histoire de l'avocat Robert Bilott défendant le fermier Wilbur Tennant dont le troupeau de vaches meurt précocement sans raison apparente. Cet avocat va documenter l'origine des contaminations à Parkersburg et engager une poursuite judiciaire contre DuPont. Il est toujours chargé de la lutte contre l'APFO et son fabricant.

## Usages
Une de ses applications industrielles est son utilisation en tant que tensioactif dans les polymérisations en émulsion de fluoropolymères, en particulier utilisé par l'E.I. du Pont de Nemours et compagnie (DuPont) pour la synthèse du PTFE (Teflon). Inversement, lorsque ce dernier est chauffé à 360 °C, il se dégage du PFOA.
Il sert à fabriquer des polymères fluorés, de la mousse anti-incendie, des revêtements anti-adhésifs (notamment dans le domaine alimentaire).

## Histoire
Le PFOA est synthétisé industriellement depuis les années 1940. Cette molécule a été créée dans le cadre du projet Manhattan (développement de la bombe atomique)[réf. nécessaire]. Elle a permis d'étanchéifier les chars d'assaut de l'armée américaine pendant la Seconde Guerre mondiale.
En 1949, le groupe DuPont de Nemours a introduit pour la première fois le PFOA dans les cuisines, via un nouveau matériau révolutionnaire : le Téflon.
À Dordrecht, aux Pays-Bas, à 20 km de Rotterdam, une usine DuPont fabrique depuis cinquante ans du Teflon ; il est estimé que 750 000 habitants sont contaminés au PFOA.
En 2017, DuPont a dû verser 671 millions de dollars pour réparer les préjudices subis par 3 500 victimes de la production de Téflon à Parkersburg (États-Unis). La firme DuPont connaissait de longue date les effets du Téflon et les a cachés.
La branche chimique de DuPont été vendue en 2015 et se nomme désormais « Chemours ». Les actions des victimes sont depuis lors dirigées contre Chemours.

## Production
Le PFOA peut être préparé par la fluoration électrochimique (ECF) et la télomérisation. L'ECF a été utilisée entre les années 1950 et 2002, la télomérisation à partir de 2002.
L'ECF produit comme sous-produits des anions des acides carboxylique perfluorés de différentes longueurs de chaîne, à savoir le perfluorohexanoate (0,73 %), le perfluoroheptanoate (3,7 %), le perfluoronanoate (0,2 %), le perfluorodécanoate (0,0005 %), le perfluoroundécanoate (0,0008 %) et le perfluorododécanoate (0,0008 %). Pour 78 %, il s'agit d'isomères linéaires, 22 % sont ramifiés. En revanche, la télomérisation produit un produit linéaire pur en termes d'isomères.
Outre l'isomère linéaire, il existe 38 isomères de constitution ramifiés possibles du PFOA : 1 avec une longueur de chaîne de 8 (linéaire), 5 avec une longueur de chaîne de 7, 13 avec une longueur de chaîne de 6, 16 avec une longueur de chaîne de 5, 4 avec une longueur de chaîne de 4,.
Il est aussi formé à partir de la décomposition de précurseurs tels que certains fluorotélomères.

## Écotoxicologie, cinétique environnementale
Le PFOA est très mobile et indéfiniment persistant dans l'environnement qu'il a largement contaminé (on le trouve dans les boues et effluents de station d'épuration et ordures ménagères, ce qui laisse penser que l'humain est souvent en contact avec lui et qu'il le disperse de manière chronique et diffuse dans tout l'environnement). En effet, il est par exemple trouvé dans le grand Nord et tout l'Arctique ; dans l'organisme des espèces situées au sommet du réseau trophique, ce qui laisse supposer qu'il est largement réparti dans la biosphère. Les oiseaux marins, les phoques et les ours polaires en contiennent, et on a constaté une augmentation significative des niveaux de PFOA au cours des 20  à   30 dernières années dans la chair de l'ours polaire, ce qui laisse penser que ce polluant est également bioaccumulable et qu'il peut être bioconcentré par la chaîne alimentaire,.
C'est un produit irritant (expositions répétées), toxique et cancérigène avéré chez l'animal. Par conséquent, il a été classé cancérogène du groupe 1 (cancérogène certain) par le centre international de recherche sur le cancer en novembre 2023.
Saint-Gobain est soupçonnée d'avoir contaminé avec ce produit l’eau potable de Merrimack, petite ville de la côte est des États-Unis, et d'avoir ainsi fait de très nombreuses victimes.

## Toxicologie
Chez l'humain, il est détecté dans le sang de la population générale à des concentrations de l'ordre de la partie par million. Le lait maternel et le sang du cordon ombilical en contiennent aussi ce qui laisse penser que le fœtus et au moins le jeune enfant allaité y sont précocement exposés ; pour le nourrisson et le jeune enfant, l'absorption via le lait maternel peut être supérieure à l'absorption par les adultes à travers les denrées alimentaires ; et le contact avec les moquettes empoussiérées sont aussi pour le nourrisson une source importante d'exposition. L'organisme n'élimine que lentement cette substance.
Chez l'adulte, la source principale d'exposition serait l'alimentation (poisson notamment) et/ou l'eau contaminée, mais aussi l'inhalation d'air pollué par cette molécule ou de poussières en contenant.
Chez les personnes très exposées, il a plusieurs effets négatifs avérés sur la santé :
- il est reprotoxique (selon une étude parue en 2009 qui a causalement relié ce produit avec des cas d'infertilité) ;
- il augmente le risque de maladies congénitales ;
- il augmente le risque de cancer ;
- il modifie la concentration de lipides ;
- il affecte le système immunitaire ;
- il affecte le foie.

Ces effets sont par ailleurs également observés chez l'animal.
L'exposition à ce produit (telle qu'elle peut être authentifiée par la mesure du taux sanguin de cet acide) semble aussi associé à un risque plus important de développer une maladie cardiovasculaire ou cérébrovasculaire , un cancer de la prostate, ou un diabète

## Sources de contamination
Des résidus indésirables de PFOA ont été trouvés dans :
- des déchets industriels ;
- des moquettes anti-taches[5] ;
- des produits nettoyants pour moquettes[5] ;
- des poussières domestiques[5] ;
- des sacs de pop-corn destinés au four à micro-ondes ;
- de l'eau[5] ;
- des aliments[5] ;
- des matériaux contenant du PTFE (ustensiles de cuisine anti-adhésifs[5], produits cosmétiques (fard[5])…) ;
- des polymères fluorés[5] ;
- des mousse anti-incendie[5] ;
- des revêtements textiles[5] ;
- des revêtements de sols[5] ;
- des fluorotélomères de mousses anti-incendie ou traitement de surface de moquettes, textiles, papier et cuir (les fluorotélomères contiennent de faibles quantités de PFOA sous forme de sous-produit)[5].

Toutefois, les principales sources de contamination de la population humaine ne sont pas clairement identifiées. L'étendue de la contamination environnementale pourrait être expliquée par le fait que d'autres composés perfluorés plus volatils (également détectés dans l'Arctique) sont « susceptibles de se dégrader lentement en PFOA ». Ainsi, selon les modélisations disponibles, malgré les mesures volontaires prises, « la concentration de PFOA dans l'Arctique continuera d'augmenter jusqu'en 2030 ».

## Alternatives
Dans la plupart des cas, il pourrait être remplacé par un produit moins toxique.